# Samsung Galaxy Mini 2
A Samsung Galaxy Mini 2 a Samsung egyik okostelefonja, a Galaxy Mini utódja. A készüléket 2012 februárjában mutatták be.

## A készülék adatai
A Samsung Galaxy Mini 2 egy 3,3 hüvelykes kijelzővel rendelkezik, ami 320 x 480 px felbontású. A készüléken továbbá fut a TouchWiz 4.0 kezelőfelülete is.
Samsung Galaxy Mini 2512 MB RAM-mal és 4 GB tárhellyel rendelkezik, ami microSD-vel tovább bővíthető 32 GB-ig.
A készüléken az Android 2.3.6-os (Gingerbread) kezelőfelülete fut. 2012 szeptemberében bejelentették, hogy a készülékre elérhető lesz a 4.1-es Android operációs rendszer (Jelly Bean). 2013 júniusában azonban kiderült, mégsem lesz új szoftver.
A Galaxy Mini 2-t több színben is láthatjuk. A telefon képernyő felőli oldala kettő (fekete és fehér), míg a hátoldal már négy (fehér, fekete, sárga és narancssárga) színben is kapható.

## A doboz tartalma
A telefon doboza az alábbiakat tartalmazza:
- A készülék (Galaxy Mini 2)
- Hátlap (fehér, fekete, sárga, vagy narancssárga)
- Akkumulátor (1300 mAh)
- Használati utasítás
- Jótállási jegy
- Töltő
- USB-kábel

## Kapcsolódó készülékek
A Samsung Galaxy Mini 2 elődje a Galaxy Mini, ami abban különbözik, hogy annak 384 MB RAM-ja és 164 MB belső memóriája van, továbbá 600 MHz-es processzorral rendelkezik. A telefon utódjának a Samsung Galaxy Young tekinthető, ami kicsi ráncfelvarrása a Mini 2-nek. Ennek a telefonnak már 768 RAM-ja és 1 GHz-es processzora van. A belső memória ennél is maradt 4 GB (mint a Galaxy Mini 2-nél).

## Külső hivatkozások
- Mobilaréna leírás
- Árukereső leírások és mobiltelefon vásárlás